# أتروبة
أتروبة أو أتروبا هو جنس من كاسيات البذور في الفصيلة الباذنجانية: قامه طويل مثل إلف الكلس عشبي معمر تحمل أوراقًا كبيرة وثمارًا لامعًا خطيرًا بشكل خاص على الأطفال بسبب المظهر الجذاب الشبيه بالكرز و سمية عالية.